# Venetianischer Stadel
Venetianischer Stadel ist ein Gemeindeteil der Großen Kreisstadt Kulmbach im Landkreis Kulmbach (Oberfranken, Bayern). Venetianischer Stadel liegt in der Gemarkung Kauernburg.

## Geografie
Die ehemalige Einöde ist mittlerweile in der Ortsstraße Hofer Straße des Gemeindeteils Blaich aufgegangen. Sie liegt am Fuße des Biegigsberg (424 m ü. NHN, 0,4 km südöstlich).

## Geschichte
Venetianischer Stadel wurde 1785 erstmals schriftlich erwähnt. Die Herkunft und Bedeutung des Ortsnamens ist völlig unklar.
Von 1797 bis 1810 unterstand der Ort dem Justiz- und Kammeramt Kulmbach. Mit dem Gemeindeedikt wurde Venetianischer Stadel dem 1811 gebildeten Steuerdistrikt Kauerndorf und der 1812 gebildeten gleichnamigen Ruralgemeinde zugewiesen. 1818 erfolgte die Überweisung an die neu gebildete Ruralgemeinde Kauernburg. Am 1. April 1946 wurde Venetianischer Stadel nach Kulmbach eingegliedert.

### Einwohnerentwicklung
| Jahr      | 001818 | 001861 | 001871 | 001885 | 001900 | 001925 | 001950 | 001961 | 001970 | 001987 |
| Einwohner | 3      | 6      | 4      | 16     | 12     | 7      | 23     | 9      | 10     | *      |
| Häuser    | 1      |        |        | 2      | 1      | 1      | 1      | 1      |        | *      |
| Quelle    | [ 5 ]  | [ 8 ]  | [ 9 ]  | [ 10 ] | [ 11 ] | [ 12 ] | [ 13 ] | [ 14 ] | [ 15 ] | [ 16 ] |

## Religion
Venetianischer Stadel ist evangelisch-lutherisch geprägt und nach St. Petrus (Kulmbach) gepfarrt.